# قضية الزهايمر
قضية الزهايمر هو فيلم جريمة إثارة بلجيكي من بطولة جان ديكلار وكوين دي باو. صدر الفيلم في بلجيكا في 15 أكتوبر 2003.

## وصلات خارجية
- قضية الزهايمر على موقع IMDb (الإنجليزية)
- قضية الزهايمر على موقع ميتاكريتيك (الإنجليزية)
- قضية الزهايمر على موقع روتن توميتوز (الإنجليزية)
- قضية الزهايمر على موقع نتفليكس (الإنجليزية)
- قضية الزهايمر على موقع ألو سيني (الفرنسية)
- قضية الزهايمر على موقع أول موفي (الإنجليزية)
- قضية الزهايمر على موقع فيلمافينيتي (الإسبانية)
- قضية الزهايمر على موقع قاعدة بيانات الأفلام السويدية (السويدية)
- قضية الزهايمر على موقع قاعدة بيانات الفيلم (الإنجليزية)
- قضية الزهايمر على موقع ليتربوكسد (الإنجليزية)